# Finale Emilia
Finale Emilia is een gemeente in de Italiaanse provincie Modena (regio Emilia-Romagna) en telt 15.354 inwoners (31-12-2004). De oppervlakte bedraagt 104,7 km², de bevolkingsdichtheid is 145 inwoners per km².
De volgende frazioni maken deel uit van de gemeente: Massa Finalese, Canaletto.

## Demografie
Finale Emilia telt ongeveer 6298 huishoudens. Het aantal inwoners steeg in de periode 1991-2001 met 0,6% volgens cijfers uit de tienjaarlijkse volkstellingen van ISTAT.
| Jaar | Inwoneraantal |
| ---- | ------------- |
| 1991 | 15.057        |
| 2001 | 15.141        |

## Geografie
Finale Emilia grenst aan de volgende gemeenten: Bondeno (FE), Camposanto, Cento (FE), Crevalcore (BO), Mirandola, San Felice sul Panaro.

## Aardbeving
In de vroege ochtend van zondag 20 mei werd Finale Emila getroffen door een aardbeving. Verschillende historische en eeuwenoude gebouwen werden vernield.